# 太平天国烈士墓
太平天国烈士墓，位于上海市浦东新区高桥镇西北的屯粮巷村南侧，是清朝同治元年（1862年）太平军在高桥与华尔洋枪队的战斗中阵亡的150名将士的合葬墓。该墓由当地村民所建，初名“长坟”，直至光绪十六年（1890年）之前均有供奉，此后湮没于荒草中。1954年该墓得以重建，并正式命名为太平天国烈士墓。该墓于1959年和1977年先后两次被列为上海市文物保护单位。

## 历史
清咸丰十一年底（1862年），太平军在第二次东征中从吴淞过江，向高桥镇发起进攻，在此之前先攻克了屯粮巷。同治元年正月二十三日（1862年2月21日），太平军在高桥镇与英军和华尔洋枪队交火，三天后太平军撤离了高桥镇。此次战斗中，太平军阵亡150余人。阵亡将士的遗体被当地村民转移到屯粮巷掩埋，因掩埋后的坟地封土狭长，故被称为“长坟”。长坟建成后一直由当地村民供奉，直至光绪十六年（1890年）被官府明令禁止才结束，此后长坟逐渐被杂草湮没。
中华人民共和国成立后，1954年，上海市文物管理委员会在调查清楚长坟所在地。此后上海市人民政府批准修复长坟，并树立了纪念碑，长坟自此被命名为“太平天国烈士墓”。1959年，太平天国烈士墓被列为上海市文物保护单位。文化大革命期间，太平天国烈士墓的墓土被挖。1977年，太平天国烈士墓被列为上海市文物保护单位，其保护范围为墓地周围50米以内，控制建设地带为墓地周围50米至100米之间的范围。1983年至1985年，上海市文物管理委员会再次出资重修太平天国烈士墓，这次重修后墓地的南北宽度由原来的11米拓展至22米。2013年10月，有媒体曝出太平天国烈士墓的墓地被人挪用做商铺用地，墓旁的绿植用地被挪用为了废品收购站，持续时间已达两三年之久。相关报道发表一周后，该墓已经整体恢复原貌。:181

## 结构
太平天国烈士墓位于上海市浦东新区高桥镇西北的屯粮巷村南侧，墓地东西长41米，南北长22米。墓地中央为墓台，整体由花岗岩漫铺，四周围有石栏，面积600余平米。墓地中央为椭圆形墓台，墓台前矗立有黑石墓碑，碑石两侧立有石柱，石柱顶端有盝顶。墓地周围种有绿植。:181